# Hisashi Eguchi
Hisashi Eguchi (江口 寿史?, Eguchi Hisashi; Minamata, 29 marzo 1956) è un fumettista giapponese. tra più importanti illustratori di personaggi femminili in patria.

## Biografia
Hisashi iniziò a disegnare in tenera età, affascinato dall'allora inizio delle trasmissioni televisive giapponesi tra cui Ultraman e Ultraseven Ha conosciuto i manga attraverso Astro Boy di Osamu Tezuka.
Ha fatto il suo debutto nel manga professionale con Susume!! Pirates nell'antologia manga di  Weekly Shōnen Jump nel 1977. Altre opere degne di nota includono Stop!! Hibari-kun! nel 1981 (adattato in una serie televisiva anime due anni dopo) e la serie gag Charamono. Eguchi ha sposato l' idol Mari Mizutani nel 1990.

## Manga
- Susume!! Pirates (1977)
- Stop!! Hibari-kun! (1981-1983)
- Charamono

## Opere pubblicitarie
Il suo forte senso estetico lo ha portato a illustrare molteplici pubblicità per svariate industrie giapponesi.
- Copertine di Red Wine Guide
- Volantini promozionali per Minamata
- Diversi modelli di schede telefoniche